# Покровское (Угличский район)
Покровское — село в Угличском районе Ярославской области России. 
В рамках организации местного самоуправления входит в Слободское сельское поселение, в рамках административно-территориального устройства — является центром Покровского сельского округа.

## География
Расположено на правом берегу реки Улейма, в 21 км к северо-востоку от центра города Углича.

## История
Двуэтажная церковь села Покровского, что в Юхти, основана в 1779 с двумя престолами: Покрова Пресвятыя Богородицы и Святыя Мученицы Параскевы. "Одна из пятнадцати каменных церквей, построенная графом Шереметевым в своей ярославской вотчине. Церковь была построена по благословению епископа Ростовского и Ярославского Афанасия (на ростовской кафедре с 1763 по 1776 гг.), он дал разрешение (храмозданную грамоту) на возведение храма в селе Покровском. Двухэтажную церковь освятили в два этапа – нижнюю в 1775 году, верхнюю в 1779 году. 
В конце XIX — начале XX село являлось центром Покровской волости Угличского уезда Ярославской губернии. 
С 1929 года село являлось центром Покровского сельсовета Угличского района, с 2005 года — в составе Слободского сельского поселения.

## Население
| 1859 | 1914 | 2007 | 2010 |
| ---- | ---- | ---- | ---- |
| 102  | ↘98  | ↗326 | ↘288 |

Согласно результатам переписи 2002 года, в национальной структуре населения русские составляли 97 % от всех жителей.

## Инфраструктура
В селе имеются Покровская основная общеобразовательная школа (новое здание построено в 1993 году), детский сад, отделение почтовой связи.

## Достопримечательности
В селе расположена действующая Церковь Покрова Пресвятой Богородицы (1779).